# Курочкин, Александр Филиппович
Александр Филиппович Курочкин (1900—1964) — генерал-майор Советской Армии, участник Гражданской и Великой Отечественной войн.

## Биография
Родился 25 января 1900 года в Санкт-Петербурге.
В марте 1918 года добровольно пошёл на службу в Рабоче-крестьянскую Красную Армию.
С августа 1918 года принимал активное участие в боях Гражданской войны.
После её окончания продолжил службу в Красной Армии.
С начала Великой Отечественной войны находился в действующей армии.
С 12 октября 1941 года – командир 98-го дальнебомбардировочного авиационного полка в составе 52-й дальне-бомбардировочной авиационной дивизии (с марта 1942 – 752-й авиационный полк дальнего действия 24-й авиационной дивизии дальнего действия, с марта 1943 – 10-й гвардейский авиационный полк дальнего действия 3-й гвардейской авиационная дивизии дальнего действия).
Член ВКП(б) с 1942 года.
С мая по июль 1944 года – командир 10-й учебно-тренировочной авиационной бригады.
В июле 1944 года полковник А. Ф. Курочкин был назначен на должность командира 6-й гвардейской штурмовой авиационной дивизии 2-й воздушной армии 1-го Украинского фронта. Участвовал в боях за Западную Украину, в том числе Раву-Русскую, Замостье и Львов. Только за 18 дней июля 1944 года лётчики дивизии совершил 531 успешный боевой вылет, нанеся противнику большие потери. Дивизия неоднократно получала благодарности как командования армии и фронта, так и Верховного Главнокомандующего. 26 октября 1944 года ему было присвоено воинское звание гвардии генерал-майора авиации.
За успешные боевые действия в январе-марте 1945 года в Польше был представлен к ордену Кутузова 2-й степени, однако сведений о получении этой награды не имеется. Весной того же года дивизия активно участвовала в завершающем этапе боевых действий, в том числе боях на подступах к Берлину и непосредственно в немецкой столице. За апрель 1945 года лётчики дивизии совершили 1211 успешных боевых вылетов, нанеся немецким войскам большие потери в боевой технике и живой силе.
После окончания войны продолжил службу в Советской Армии.
С мая 1945 года — командир 180-й штурмовой авиационной дивизии.

Могила Курочкина на Лукьяновском военном кладбище Киева.

В отставке с 10 марта 1950 года. После увольнения в запас проживал в Киеве.
Умер 1 июня 1964 года, похоронен на Лукьяновском военном кладбище Киева.

## Награды
Был награждён орденом Ленина, тремя орденами Красного Знамени, орденом Богдана Хмельницкого 2-й степени и рядом медалей.
Орден Белого льва II степени (14 ноября 1946, ЧССР)